# Нуклеозид
Нуклеозидите са гликозиламини, съдържащи азотна база (често наричана за краткост база), свързани с рибоза или дезоксирибоза посредством бета-гликозидна връзка. Нуклеозидите са цитидин, уридин, аденозин, гуанозин, тимидин и инозин.

## Биологична функция
Нуклеозидите се фосфорилират от специални ензими в клетките, наречени кинази, по първичната алкохолна група (-CH2-OH), при което се получават нуклеотиди, които са мономерните единици за синтеза на нуклеиновите киселини ДНК и РНК.